# 티맥스 윈도
티맥스 윈도(Tmax Window)는 티맥스 코어에서 개발한 윈도우 호환 운영 체제이다. 티맥스코어는 티맥스소프트를 설립한 박대연 회장이 설립한 기업으로, 나중에 삼성SDS에 매각되었다. 2009년 7월 7일, 대한민국 삼성동 그랜드 인터컨티넨탈 호텔에서 발표하였으며, 이 운영체제는 자체 개발한 커널을 사용하고 있는 윈도우 XP와 100% 호환을 목표로 하는 운영 체제라고 티맥스소프트측은 밝혔다. 정식 출시는 2009년 12월로 예정되었다. 구체적으로는 낮은 사양의 PC(STB, DID, ATM 등)를 대상으로 하는 티맥스 윈도 9.1은 2009년 12월, 학교, 공공, 기업을 대상으로 하는 티맥스 윈도 9.2는 2010년 상반기, 일반을 대상으로 하는 티맥스 윈도 9.3은 2010년 하반기 출시 예정이었다. 또한 2010년 1월 중으로 티맥스 윈도 9.1 10만 카피 공급 계약을 체결할 예정이라고 하였다. 그러나 2013년 12월 9일 기준으로 아직 9.1 버전이 출시되지도 않았고, 10만 카피 계약도 이뤄지지 않았다. 2010년 5월 14일, 개발사인 티맥스소프트가 매각 추진 중인 것으로 드러났다. 오랜 적자로 인해 티맥스소프트의 운영 체제 사업이 삼성SDS로 넘어갔다.

## 내부 프로그램
티맥스 윈도는 내부 프로그램이 다음과 같이 존재한다.
- 티맥스 스카우터
  - 자체 개발한 웹 브라우저로서 웹 표준 브라우저 테스트인 Acid3를 99점으로 통과하였다.
  - Active X를 지원한다.
  - 탭 브라우징을 지원한다.
  - 렌더링 엔진은 애플의 사파리와 구글 크롬에서 사용하는 웹킷 기반으로 추측되고 있다.[8]
- 티맥스오피스
  - 티맥스오피스는 마이크로소프트 오피스와 상호 호환이 지원된다.
  - 티맥스 윈도와 함께 배포된다.

## 시스템 요구사양
1. 프로세서 : 인텔 x86 300 MHz 이상
2. 메모리 : 256MB 이상
3. HDD 남은 공간 : 3GB 이상
4. 디스플레이 : SuperVGA(800X600) 이상의 해상도를 지원하는 비디오 어댑터와 모니터
5. 기타 : CD-ROM 또는 DVD 드라이브, 키보드와 마이크로소프트 마우스 및 호환 포인팅 장치

## 가격
티맥스 윈도는 가격 경쟁력을 위해 마이크로소프트의 차기 운영 체제인 윈도우 7의 가격의 반 값에서 2/3 정도로 계획하였다. 현재 윈도 7 가격은 홈 프리미엄과 얼티밋이 각각 279,000원, 389,000원이므로, 티맥스 윈도 9의 가격은 대략 139,500~259,000원이었을 것으로 본다. 지금은 판매되지 않는다.

## 평가
티맥스 윈도는 100% 대한민국의 기술로 만들어졌다고 티맥스소프트는 7월 7일 시연회를 통해 밝혔다. 그러나 뒤에 오픈소스를 일부 사용하였음을 인정하기도 하였다. (아래 논란 단락을 참고할 것) 시연회에서 티맥스소프트는 개발 때문에 한 달 동안 병에 걸린 것을 참고 개발을 한 개발자 이야기와 바쁘게 개발만 해서 이혼을 한 개발자 이야기를 했다. 하지만 네티즌들은 단지 애국심에 호소한 언론 플레이로 여겼고, 시연회 중에 직원들을 희생시킨 것을 자랑스럽게 웃으면서 말한 것 때문에 좋지 않은 평가를 받았다.
또, 시연회 때 티맥스 윈도는 스타크래프트의 로딩이 지연되고 동영상이 약간 끊기는 현상이 있어서 논란이 일었다.

## 호환성
윈도우 XP 계열의 모든 프로그램이 실행되는 것으로 티맥스 측에서는 밝혔다. 마이크로소프트의 지뢰 찾기, 핀볼, 윈도우 비스타, 윈도 7의 체스 등의 게임도 호환되는 것으로 알려졌다. 또한 리눅스 계열 운영 체제의 프로그램도 호환되어, 티맥스 윈도로 리눅스/마이크로소프트 윈도우의 프로그램을 자유롭게 사용할 수 있다고 티맥스측에서는 밝혔다.

## 논란
티맥스 윈도는 오픈소스라는 논란이 계속되었다.

### 스크린샷 조작
티맥스는 2009년 6월 30일에 여러 언론사를 통해 티맥스 윈도의 스크린샷을 여러 장 공개했으나, 일부 스크린샷에 모순이 있고 스크린샷이 급히 교체된 점으로 미루어 IT 관련 블로거들 사이에서 조작이 아니냐는 의혹이 제기되기도 하였다. 이에 티맥스소프트에서는 개발기간 중에 시안으로 작성한 이미지를 배포해서 생긴 일이라고 밝혔다.

### 완성도
티맥스 윈도는 2009년 7월 공개 후 10월 베타 테스트 과정을 거쳐 11월에 출시될 예정 이었지만, 여러 가지 발표되지 않은 문제로 인해 발표가 지연되었다.

### 상표권
티맥스 윈도는 마이크로소프트의 운영 체제 상표인 "윈도우"와의 상표권 분쟁이 일어나기도 했다.

### 오픈소스
티맥스 윈도는 원래 100% 대한민국산 운영 체제라고 말했지만, 후에 티맥스 윈도에 관한 논란이 지속되자 결국 티맥스 윈도는 오픈 소스 사용을 인정하고 공개할 것은 공개하겠다고 밝혔다.

## 같이 보기
- 티맥스오피스
- ReactOS
- 티맥스OS